# Two Daughters of Eve

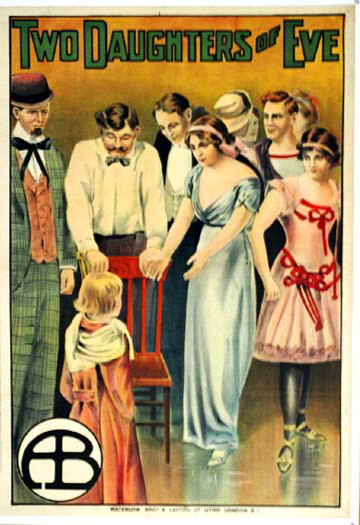
Affiche du film.

Two Daughters of Eve est un film américain réalisé par D. W. Griffith et sorti en 1912.

## Fiche technique
- Réalisation : D. W. Griffith
- Scénario : George Hennessy
- Photographie : G. W. Bitzer
- Format : 35mm[1]
- Durée : 18 minutes
- Date de sortie: 19 septembre 1912

## Distribution
- Henry B. Walthall : le père
- Claire McDowell : la mère
- Florence Geneva : l'actrice
- Gertrude Bambrick
- Elmer Booth
- Kathleen Butler
- Christy Cabanne : chauffeur
- Harry Carey
- Dorothy Gish
- Lillian Gish